# Лон-Пик
Лон-Пик (англ. Lone Peak) — вершина горы юго-востоку от Солт-Лейк-Сити, штат Юта. Её высота составляет 3430 метров. Лон-Пик является центром первого природного заповедника Юты. Заповедник был создан в 1978 году и включает в себя 12 000 га в хребте Уосатч. Гора представляет собой красивый огромный массив, который виден от Солт-Лейк-Сити до Прово.

## Треккинг

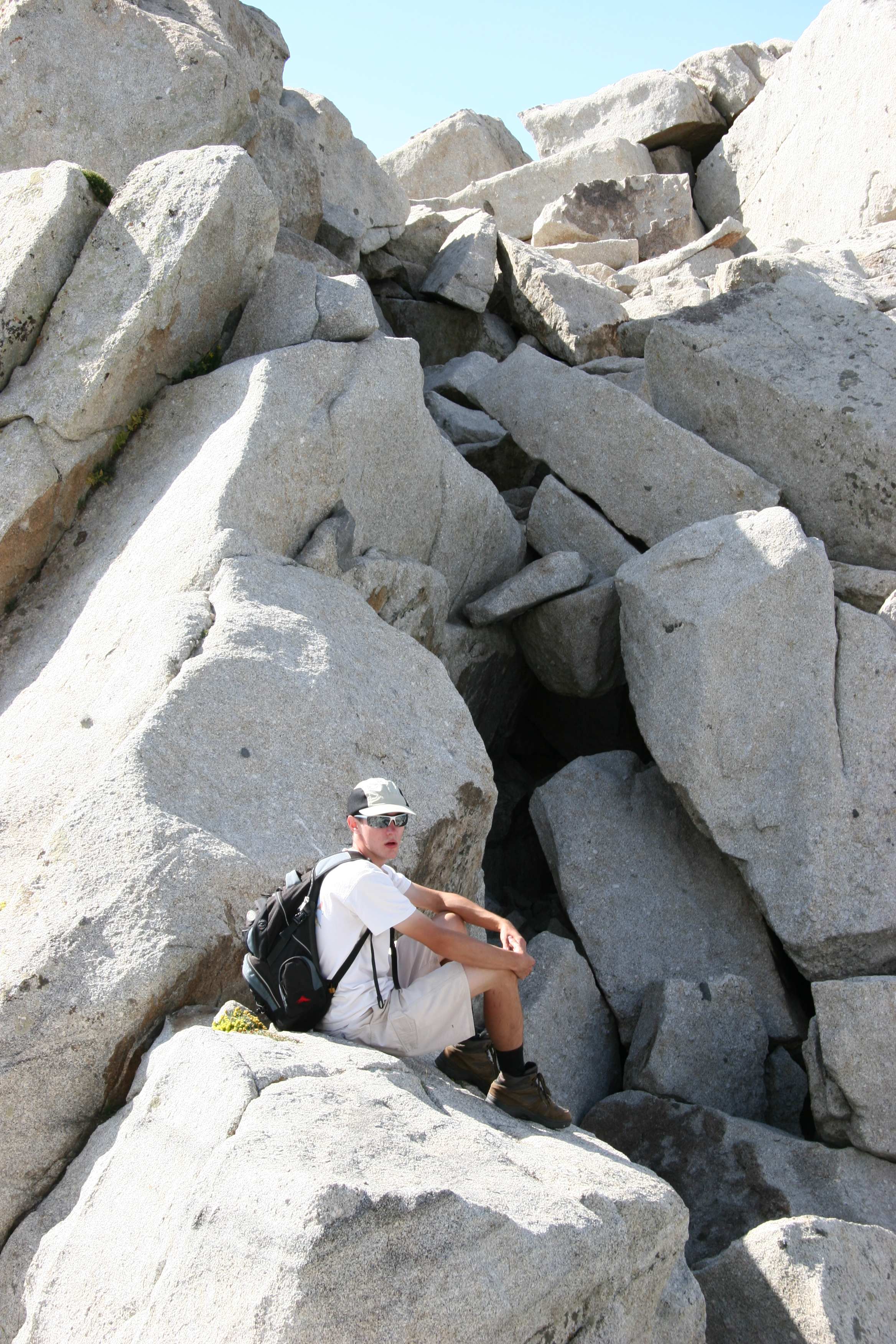
На треке на Лон-Пик (требуется скрэмблинг)

На Лон-Пик обычно поднимаются с июня по сентябрь, опытные туристы могут попробовать свои силы и осенью. Большинству туристов потребуется от пяти до семи часов на маршруте. Зимние восхождения также возможны, но на них может потребоваться несколько дней, хорошее предварительное планирование и намного больше усилий.
Путь на вершину имеет более десятка разных маршрутов. У всех вариантов есть свои положительные и отрицательные стороны, но любой из них потребует, по меньшей мере, скрэмблинга, поскольку по Йосамитской десятичной системе имеет маркировку от 3 класса до 5,10 YDS.
Траверс вершинного гребня требуется использовать во всех вариантах маршрута, он требует скрэмблирования с серьёзным воздействием высоты (Exposure). И, хотя оно не сложное, падение может стать смертельным.
Использование GPS-навигатора может быть полезным, но не является обязательным для трекинга на Лон-Пик.
Двумя историческими маршрутами к вершине Лон-Пик являются трек через кряж Дрейпера и трек «Лестница Иакова». «Лестница Иакова» является кратчайшим и самым быстрым путём к вершине, но он также содержит некоторые очень крутые участки. Трек через кряж Дрейпера, в свою очередь, обветшал и уже не поддерживается. Трек находится в очень изношенном состоянии, поэтому к использованию не рекомендуется.
Трек «Вход в Вишнёвый Каньон» — относительно новый и в настоящее время соперничает с треком «Лестница Иакова» как самый популярный маршрут к вершине. Этот трек иногда ещё называют треком Медвежьего каньона, поскольку он фактически проходит именно через Медвежий каньон, лишь задевая Вишнёвый. Этот трек хорошо поддерживается и проходит рядом с источниками воды, но он длиннее, чем другие.

## Приют
Деревянный приют, расположенный по координатам 40°31′12″ с. ш. 111°46′53″ з. д. на поляне с юго-западной стороны, был заложен в 1960 году. Строительство завершилось в 1967 году, задолго до того, как Лон-Пик был объявлен природным заповедником. В приюте есть три кровати, котелок, пузатая печь, шкаф и два маленьких окна. Крыша выложена из пластика, с травой и грязью в качестве изоляционного материала. Приют частично скрыт в больших деревьях, растущих в округе. В октябре 1997 года, семья Дрейпер попала в сильную метель и укрылась в приюте до тех пор, пока не были спасена. В приюте находится журнал, в который посетители могут добавлять и свои истории.

## Несчастные случаи
- 15 декабря 1936 года — семь человек погибло, когда Боинг-247 компании Western Airlines[англ.] потерпел крушение чуть ниже хребта Харди на Лон-Пике[4]. Основные части самолёта упали более чем на 300 метров ниже хребта.
- 25 июля 2002 года — двух туристов ударило молнией на треке, когда они пытались укрыться.[5]
- 8 сентября 2015 года — женщина упала на 60-90 метров не далеко от цирка. Её тело было найдено только на следующий день[6].

## Интересные факты
В фильме «Бригада дьявола» сцена нападения на нацистскую крепость была снята в нижней части Лон-Пика, но в фильме гора называлась Иордания.